# Fronte Nazionale (1967)
Il Fronte Nazionale fu un movimento politico italiano di estrema destra fondato da Junio Valerio Borghese.

## Storia
Venne fondato il 13 settembre 1968 da  Junio Valerio Borghese, fuoriuscito dal Movimento Sociale Italiano in quello stesso 1968. Il principe Borghese, una volta fondata la nuova organizzazione del Fronte Nazionale, ebbe contatti con diversi militanti di Ordine Nuovo, prima del riassorbimento di quest'ultimo nelle file del MSI (nel novembre 1969) e cercò adesioni soprattutto fra gli uomini delle disciolte formazioni della Repubblica Sociale Italiana. Fu importante punto di riferimento per i militanti di Avanguardia Nazionale e in particolare grande fu la considerazione di Borghese per Stefano Delle Chiaie, capo storico della medesima organizzazione.

## Organizzazione
Si articolava in delegazioni regionali e provinciali con poche centinaia di aderenti e con sedi ad Ancona, Bari, Biella, Catanzaro, Como, Genova, Firenze, La Spezia, Lucca, Massa, Matera, Napoli, Palermo, Parma, Perugia, Pisa, Reggio Calabria, Sassari, Terni, Torino, Treviso, Venezia, Vercelli, Verona e Vicenza.